# 是川団地
是川団地（これかわだんち）は、青森県八戸市是川地区にある住宅団地である。是川一丁目から五丁目まである。

## 概要
是川団地は、青森県八戸市の南部にある団地である。八戸市中心市街地に位置する八戸市庁から是川団地までは、南側に直線で約5キロメートルに位置する。1971年（昭和46年）に造成が始まった団地で、建設当時は青森県内で最大規模の住宅団地だった。是川団地の西側には新井田川が流れており、地区周辺では是川遺跡から縄文時代の遺跡が出土している。

## 団地計画データ
- 総面積 - 51万平方メートル
- 計画住宅戸数 - 1760戸
- 計画人口 - 5,700人

## 沿革
- 1960年代 - 大型団地構想の一つとして計画される。
- 1971年（昭和46年）- 団地建設開始。
- 1972年（昭和47年）2月24日 - 町の新設が行われ、大字是川の一部が是川一丁目から是川五丁目に変更される[3]。
- 1974年（昭和49年）- 大字是川字細越河原（現中学校と併設）にあった是川小学校が体育館の石炭ストーブの煙突より出火・全焼し（11月16日）、是川四丁目に移転する[4]。

現在の位置に建設が決定した理由について、デーリー東北（2001年）では、『当初、団地建設は湊地区が候補に挙がったという。それが、同地区の用地買収が難航したことから、是川地区に変更となった。』という建設までの変遷があったことを示している。
1970年代に建設が始まり、住宅団地（青森県営住宅、市営住宅、一般住宅）や、小学校、商店やスーパーマーケットが立地した。
2000年代に入ると、市営住宅や県営住宅の入居率が低迷し始めるようになった。2001年のデータによると、市営住宅の入居戸数は328戸中200戸、60.9 %の入居率に留まる。全国的な傾向であるが、団地に入居する年齢層が高齢化していることや、団地の老朽化、中心市街地へのアクセスが悪いことが、空き部屋が埋まらない原因の一つであるとされている。これらのことから、県と市は2007年頃から南東部（1丁目）の古い2階建ての市営住宅の建て替えを開始。すべて平屋建てにすることとバリアフリー化を目標にし、2009年に新しい市営住宅及び県営住宅が完成した。
また、これをもって団地内の整備を一旦完了ということにした。

### 町名の変遷
| 実施後     | 実施年月日    | 実施前（各字名ともその一部）                                                             |
| ---------- | ------------- | ---------------------------------------------------------------------------------------- |
| 是川一丁目 | 1972年2月24日 | 大字是川字土樋、同字寺ノ上、同字栗木原、同字街道上、同字一本木平、同字八森平、同字平ラ平 |
| 是川二丁目 | 1972年2月24日 | 大字是川字寺ノ上、同字栗木原、同字館ノ内、同字平ラ平                                     |
| 是川三丁目 | 1972年2月24日 | 大字是川字平ラ平、同字八森平、同字別当屋敷、同字志民向、同字下長根                       |
| 是川四丁目 | 1972年2月24日 | 大字是川字平ラ平、同字八森平、同字別当屋敷、同字志民向、同字下長根                       |
| 是川五丁目 | 1972年2月24日 | 大字是川字土樋、同字一本木平、同字八森平、同字志民向                                     |

なお、住居表示は実施されていない。

## 世帯数と人口
2017年（平成29年）4月30日現在の世帯数と人口は以下の通りである。
| 丁目       | 世帯数    | 人口    |
| ---------- | --------- | ------- |
| 是川一丁目 | 257世帯   | 532人   |
| 是川二丁目 | 289世帯   | 654人   |
| 是川三丁目 | 254世帯   | 501人   |
| 是川四丁目 | 242世帯   | 574人   |
| 是川五丁目 | 228世帯   | 501人   |
| 計         | 1,270世帯 | 2,762人 |

## 教育
- 八戸市立是川小学校（是川団地地区の中心に立地している）
- 八戸市立是川中学校（是川団地の外側に立地しており、南東に1キロ離れている）

## 交通

### 道路
- すぐ南東にて青森県道139号差波新井田線と接している。

## 参考資料
- 住所毎男女世帯数リスト 平成20年 八戸市